# Ваихее-Ваиеху
Ваихее-Ваиеху (гав. Waiheʻe-Waiehu) — статистически обособленная местность в округе Мауи (штат Гавайи, США).

## География
Согласно Бюро переписи населения США статистически обособленная местность Ваихее-Ваиеху имеет общую площадь 12,9 квадратных километров, из которых 10,7 км2 относится к суше и 2,2 км2 или 17,32 % — к водным ресурсам.

## Демография
По данным переписи населения за 2000 год в Ваихее-Ваиеху проживало 7310 человек, насчитывалось 1864 домашних хозяйства, 1597 семей и 1909 жилых домов.
Расовый состав Ваихее-Ваиеху по данным переписи распределился следующим образом: 13,42 % белых, 0,29 % — чёрных или афроамериканцев, 0,14 % — коренных американцев, 45,54 % — азиатов, 14,62 % — коренных жителей тихоокеанских островов, 24,98 % — представителей смешанных рас, 1,01 % — других народностей. Испаноговорящие составили 7,8 % населения.
Из 1864 домашних хозяйств в 51,5 % — воспитывали детей в возрасте до 18 лет, 67,3 % представляли собой совместно проживающие супружеские пары, в 12,8 % семей женщины проживали без мужей, 14,3 % не имели семьи. 9,9 % от общего числа семей на момент переписи жили самостоятельно, при этом 3,6 % составили одинокие пожилые люди в возрасте 65 лет и старше. В среднем домашнее хозяйство ведут 3,92 человек, а средний размер семьи — 4,14 человек.
Население Ваихее-Ваиеху по возрастному диапазону (данные переписи 2000 года) распределилось следующим образом: 32,6 % — жители младше 18 лет, 8,7 % — между 18 и 24 годами, 29,8 % — от 25 до 44 лет, 20,9 % — от 45 до 64 лет и 8 % — в возрасте 65 лет и старше. Средний возраст жителей составил 33 года. На каждые 100 женщин приходилось 100,5 мужчин, при этом на каждые сто женщин 18 лет и старше приходилось 97,4 мужчин также старше 18 лет.

## Экономика
Средний доход на одно домашнее хозяйство Ваихее-Ваиеху составил 63 236 долларов США, а средний доход на одну семью — 64 195 долларов. При этом мужчины имели средний доход в 34 742 доллара в год против 27 015 долларов среднегодового дохода у женщин. Доход на душу населения составил 18 008 долларов в год. 5,2 % от всего числа семей в местности и 6,8 % от всей численности населения находилось на момент переписи за чертой бедности, при этом 5,6 % из них были моложе 18 лет и 2 % — в возрасте 65 лет и старше.